# Philipp Grimm
Philipp Grimm (ur. 1 kwietnia 1909 w Zwiesel, zm. 16 kwietnia 1984 w Bayreuth) – zbrodniarz nazistowski, Arbeitseinsatzführer w niemieckich obozach koncentracyjnych Buchenwald, Sachsenhausen i Neuengamme oraz SS-Obersturmführer.
Członek NSDAP od 1930 i SS od 1933. Od 1 października 1940 do 30 listopada 1942 sprawował funkcję Arbeitseinsatzführera w Buchenwaldzie. Następnie przeniesiono go na identyczne stanowisko do Sachsenhausen. Po opuszczeniu tego ostatniego obozu, Grimma przeniesiono do Urzędzu D II Głównego Urzędu Gospodarczo-Administracyjnego SS (WVHA), gdzie zajmował się pracą przymusową więźniów obozów koncentracyjnych. Powrócił następnie do służby obozowej, z przydziałem do komendantury KL Plaszow. Wreszcie od lipca 1944 do marca 1945 był Arbeitseinsatzführerem w Neuengamme.
Po zakończeniu wojny zeznawał między innymi podczas norymberskiego procesu WVHA (Pohla i innych). Sam natomiast został osądzony w procesie załogi Buchenwaldu (US vs. Josias Prince Zu Waldeck i inni) przez amerykański Trybunał w Dachau. Grimm został początkowo skazany na karę śmierci przez powieszenie za bezwzględną eksploatację pracy przymusowej więźniów oraz dokonywanie selekcji wśród niezdolnych do pracy więźniów i kierowanie ich następnie do likwidacji w komorach zagłady w Auschwitz-Birkenau. Między innymi w październiku 1942 Grimm wyselekcjonował 600 takich więźniów. Świadkowie zeznali również, iż oskarżony bił więźniów biczem. Wyrok śmierci, jako zbyt surowy, komisja rewizyjna zamieniła na dożywotnie pozbawienie wolności. Więzienie w Landsbergu opuścił 12 lutego 1954. Zmarł w 1984.